# Naturopatía
La naturopatía o medicina naturopática es una forma de medicina alternativa o complementaria de la medicina oficial que emplea una variedad de prácticas pseudocientíficas calificadas como «naturales» o «no invasivas» y que promueve la «autocuración». La ideología y los métodos de la naturopatía se basan en el vitalismo y el holismo, a diferencia de la medicina basada en evidencia. Los médicos naturópatas generalmente recomiendan no seguir las prácticas médicas modernas, incluidas, entre otras, las pruebas médicas, los medicamentos, las vacunas y la cirugía. En cambio, el estudio y la práctica naturopáticos se basan en nociones no científicas, que a menudo llevan a los naturópatas a diagnósticos y tratamientos ineficaces e incluso potencialmente peligrosos para la salud.
Dentro de la profesión médica, la naturopatía, además de muy minoritaria, es considerada inútil y posiblemente dañina, lo que plantea problemas éticos sobre su práctica. Además de los señalamientos de la comunidad médica, como la Sociedad Estadounidense del Cáncer, los naturópatas han sido acusados repetidamente de charlatanería. En algunos países, es un delito penal que los naturópatas se presenten como profesionales médicos. Sin embargo, los naturópatas continúan haciendo campaña para obtener más reconocimiento en los Estados Unidos y en otros países,por ejemplo en chile, se reconoce al naturismo y regula la naturopatía como profesión auxiliar de la salud  y actualmente la naturopatía es una de las «terapias naturales» más comúnmente usadas en Europa.

## Historia

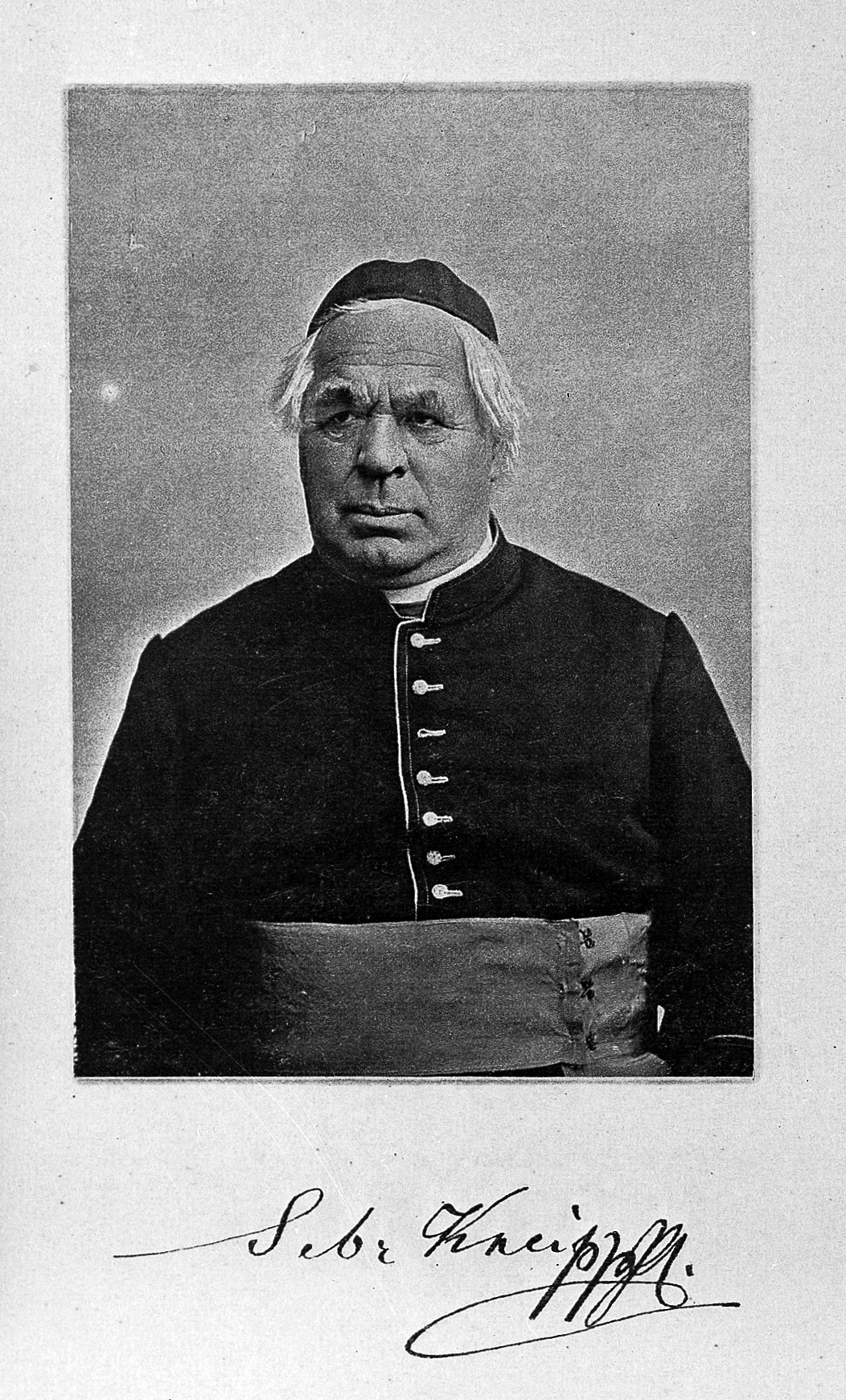
Sebastian Kneipp c. 1898, sacerdote bávaro y teórico de la naturopatía.

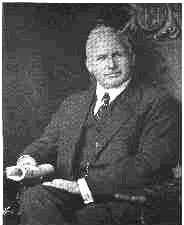
Benedict Lust c.1902, el fundador de la naturopatía en los Estados Unidos.

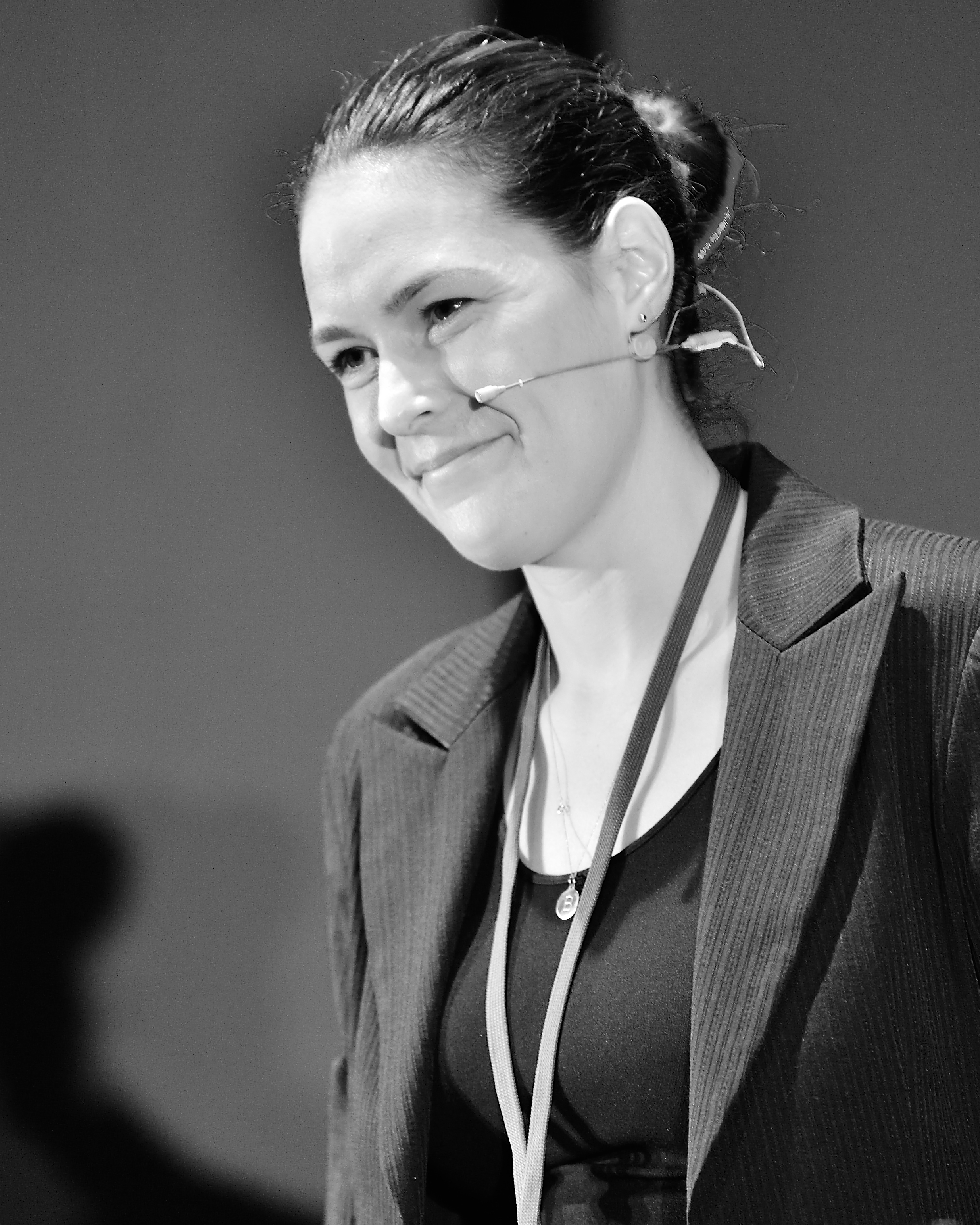
Britt Marie Hermes c.2016, exmédica naturópata con licencia y crítica pública de la medicina naturopática.

El término "naturopatía" (naturopathy) fue acuñado en 1895 por el médico estadounidense John Scheel, y tiene sus raíces en la versión anglicanizada del término griego "physikos" acuñado por Hipócrates para referirse a los médicos, el cual tiene su origen en la raíz griega para la palabra "naturaleza". De ahí la conjunción entre “nature” (naturaleza) "path" (camino) resulta en "naturopathy", significando "camino de la naturaleza" o "camino natural". Los naturópatas afirman que el antiguo "padre de la medicina" griego, Hipócrates, fue el primer defensor de la medicina naturópata, antes de que existiera el término.
La naturopatía tiene sus raíces en el movimiento de curación natural Europeo del siglo XIX. En Escocia, Thomas Allinson comenzó a abogar por su "medicina higiénica" en la década de 1880, promoviendo una dieta natural y ejercicio, evitando el tabaco y el exceso de trabajo.
El término "naturopatía" fue acuñado en 1895 por John Scheel, y adoptado más tarde por Benedict Lust, a quien los naturópatas consideran el "Padre de la naturopatía estadounidense". Lust había sido educado en hidroterapia y otras prácticas de salud naturista en Alemania por el padre Sebastian Kneipp. Kneipp envió a Lust a los Estados Unidos para difundir sus métodos curativos sin uso de drogas. Lust definió la naturopatía como una disciplina amplia más que como un método en particular, e incluyó técnicas tales como hidroterapia, hierbas medicinales y homeopatía, además de eliminar el comer en exceso y el consumo de té, café y alcohol. Describió el cuerpo en términos espirituales y vitalistas con "absoluta dependencia de las fuerzas cósmicas de la naturaleza humana".
Según el Diccionario Merriam-Webster, el primer uso conocido de "naturopatía" en forma impresa es de 1901.
En 1901, Lust fundó la American School of Naturopathy en Nueva York. En 1902, las asociaciones Kneipp norteamericanas originales fueron descontinuadas y renombradas como "Asociaciones Naturopáticas". En septiembre de 1919, la Naturopathic Society of America se disolvió y Benedict Lust fundó la American Naturopathic Association para reemplazarla. Los naturópatas obtuvieron licencia bajo las leyes de medicina naturopática o sin drogas en 25 estados de EE. UU. en las primeras tres décadas del siglo XX. La naturopatía fue adoptada por muchos quiroprácticos, y varias escuelas comenzaron a ofrecer títulos de Doctor en Naturopatía (ND) y Doctor en Quiropráctica (DC). Las estimaciones de la cantidad de escuelas naturopáticas activas en los Estados Unidos durante este período varían de aproximadamente una a dos docenas de instituciones.
Después de un período de rápido crecimiento, la naturopatía entró en declive durante varias décadas después de la década de 1930. En 1910, la Fundación Carnegie para el Avance de la Enseñanza publicó el Informe Flexner, que criticaba muchos aspectos de la educación médica, especialmente la calidad y la falta de rigor científico. La llegada de la penicilina y otras "drogas milagrosas" y la consiguiente popularidad de la medicina moderna también contribuyeron al declive de la naturopatía. En las décadas de 1940 y 1950, una ampliación en el alcance de las leyes de práctica médica llevó a muchas escuelas de quiropráctica a abandonar sus títulos de ND, aunque muchos quiroprácticos continuaron practicando naturopatía. De 1940 a 1963, la Asociación Médica Americana hizo campaña contra sistemas médicos heterodoxos. En 1958, la práctica de la naturopatía estaba autorizada en solo cinco estados de ese país.

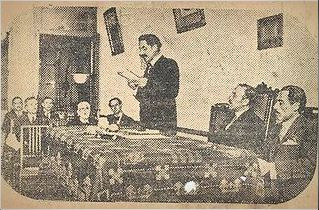
Prof. Dr. Juan Esteve Dulin en la fundación de la Sociedad Naturista Brasileira, 1923.

En 1968, el Departamento de Salud, Educación y Bienestar de los Estados Unidos emitió un informe sobre la naturopatía concluyendo que esta no se basaba en la ciencia médica y que la educación naturopática era inadecuada para preparar a los graduados con el fin de que fueran capaces de realizar un diagnóstico apropiado y proporcionar tratamiento médico. El informe recomendó no expandir la cobertura del programa de salud medicare para incluir tratamientos naturopáticos.  En 1977, un comité de investigación australiano llegó a conclusiones similares: no recomendó dar licencias para naturópatas.
A partir de la década de 1970, hubo un resurgimiento del interés en los Estados Unidos y Canadá, junto con el movimiento de "salud holística". Esto ha resultado en que en 2009 quince estados de EE. UU., Puerto Rico, las Islas Vírgenes de EE. UU. y el Distrito de Columbia otorgan licencias para médicos naturópatas, y el estado de Washington exige que las compañías de seguros ofrezcan reembolsos por los servicios prestados por médicos naturópatas. Sin embargo, algunos estados como Carolina del Sur y Tennessee todavía prohíben la práctica de la naturopatía.
En 2015, Britt Marie Hermes, una exdoctora naturopática estadounidense con licencia, comenzó a escribir muy duramente sobre su experiencia de capacitación y práctica de la medicina naturopática. Convirtiéndose en una vocal crítica de la naturopatía y la medicina alternativa. Es autora de un blog, Naturopathic Diaries, donde escribe sobre haber sido entrenada y haber practicado como naturópata con licencia y sobre los problemas con los naturópatas como médicos. Hermes ha sido calificado como un denunciante alertadora de la profesión naturopática y una "apóstata de la naturopatía".

## Práctica y fundamentos

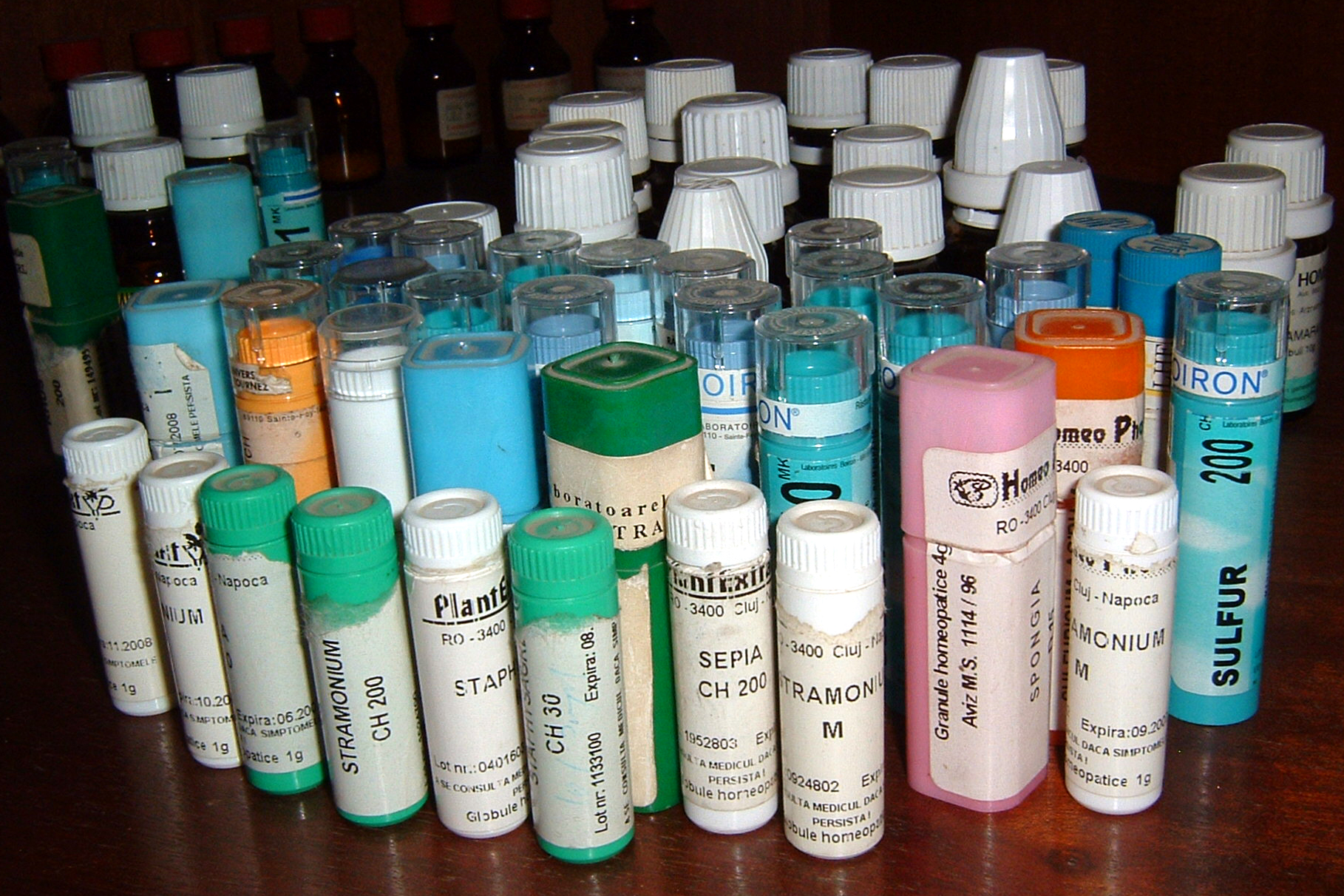
Las preparaciones homeopáticas son comúnmente utilizadas por los naturópatas. Aunque dicha práctica se considera una pseudociencia.

La práctica de la naturopatía se basa en la creencia en la capacidad del cuerpo para curarse a sí mismo a través de una energía vital especial o de la fuerza que guía internamente los procesos corporales. El diagnóstico y el tratamiento se refieren principalmente a terapias alternativas y métodos "naturales" que, según los naturópatas, promueven la capacidad natural del cuerpo para sanar. Los naturópatas se centran en un enfoque holístico, evitando completamente el uso de cirugía y medicamentos convencionales. Los naturópatas pretenden prevenir enfermedades a través de la reducción del estrés y los cambios en la dieta y el estilo de vida, a menudo rechazando los métodos de la medicina basada en evidencia.
Una consulta generalmente comienza con una larga entrevista con el paciente que se centra en el estilo de vida, el historial médico, el tono emocional y las características físicas, así como un examen físico. Muchos naturópatas se presentan como proveedores de atención médica primaria, y algunos médicos naturópatas pueden llegar a recetar medicamentos, realizar cirugías menores e integrar otros enfoques médicos convencionales, como el asesoramiento sobre dieta y estilo de vida, con su práctica naturopática.
Los naturópatas tradicionales se ocupan exclusivamente de los cambios en el estilo de vida y no diagnostican ni tratan enfermedades. Los naturópatas generalmente no recomiendan el uso vacunas y antibióticos, basados en parte en las primeras opiniones que dieron forma a la profesión, y pueden proporcionar remedios alternativos incluso en los casos en que la medicina basada en evidencia ha demostrado ser efectiva.

### Métodos

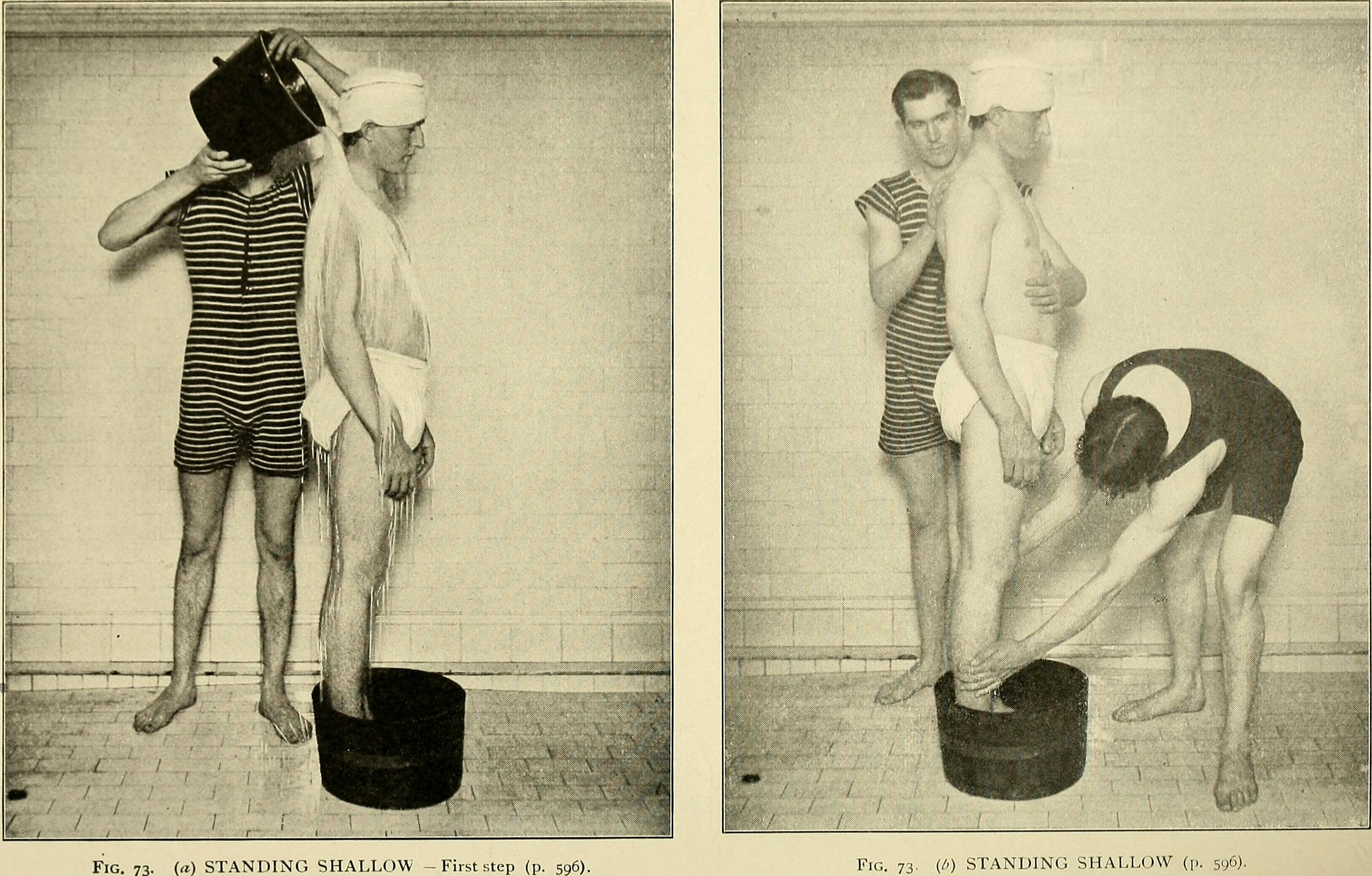
Un paciente sometido a una sesión de hidroterapia.

Los naturópatas a menudo se oponen a la medicina convencional y adoptan una postura antivacunas.
Las modalidades particulares utilizadas por un naturópata varían con el entrenamiento y el alcance de la práctica. Estos pueden incluir herbalismo, homeopatía, acupuntura, curas naturales, medicina física, kinesiología aplicada, enemas de colon, terapia de quelación, cromoterapia, osteopatía craneal, análisis de cabello, iridología, análisis de sangre en vivo, ozonoterapia, psicoterapia, medidas de salud pública e higiene, reflexología, rolfeo, terapia de masaje y medicina tradicional china. Los remedios naturales incluyen una variedad de terapias basadas en la exposición a elementos naturales como la luz del sol, el aire fresco, calor o frío, así como consejos nutricionales como seguir una dieta vegetariana y de alimentos integrales, ayunar o abstenerse de consumir alcohol y azúcar. La medicina física incluye terapia de manipulación naturopática, ósea o de tejidos blandos, medicina deportiva, ejercicio e hidroterapia. El asesoramiento psicológico incluye meditación, relajación y otros métodos de manejo del estrés.
Una encuesta de 2004 determinó que las terapias naturopáticas prescritas con mayor frecuencia en los estados norteamericanos de Washington y Connecticut eran medicamentos botánicos, vitaminas, minerales, homeopatía y tratamientos para la alergia. Un examen publicado en 2011 de sitios web de clínicas naturopáticas en las provincias canadienses de Alberta y Columbia Británica encontró que las terapias más comúnmente anunciadas eran la homeopatía, la medicina botánica, la nutrición, la acupuntura, el asesoramiento sobre el estilo de vida y la desintoxicación.

### Base de evidencia

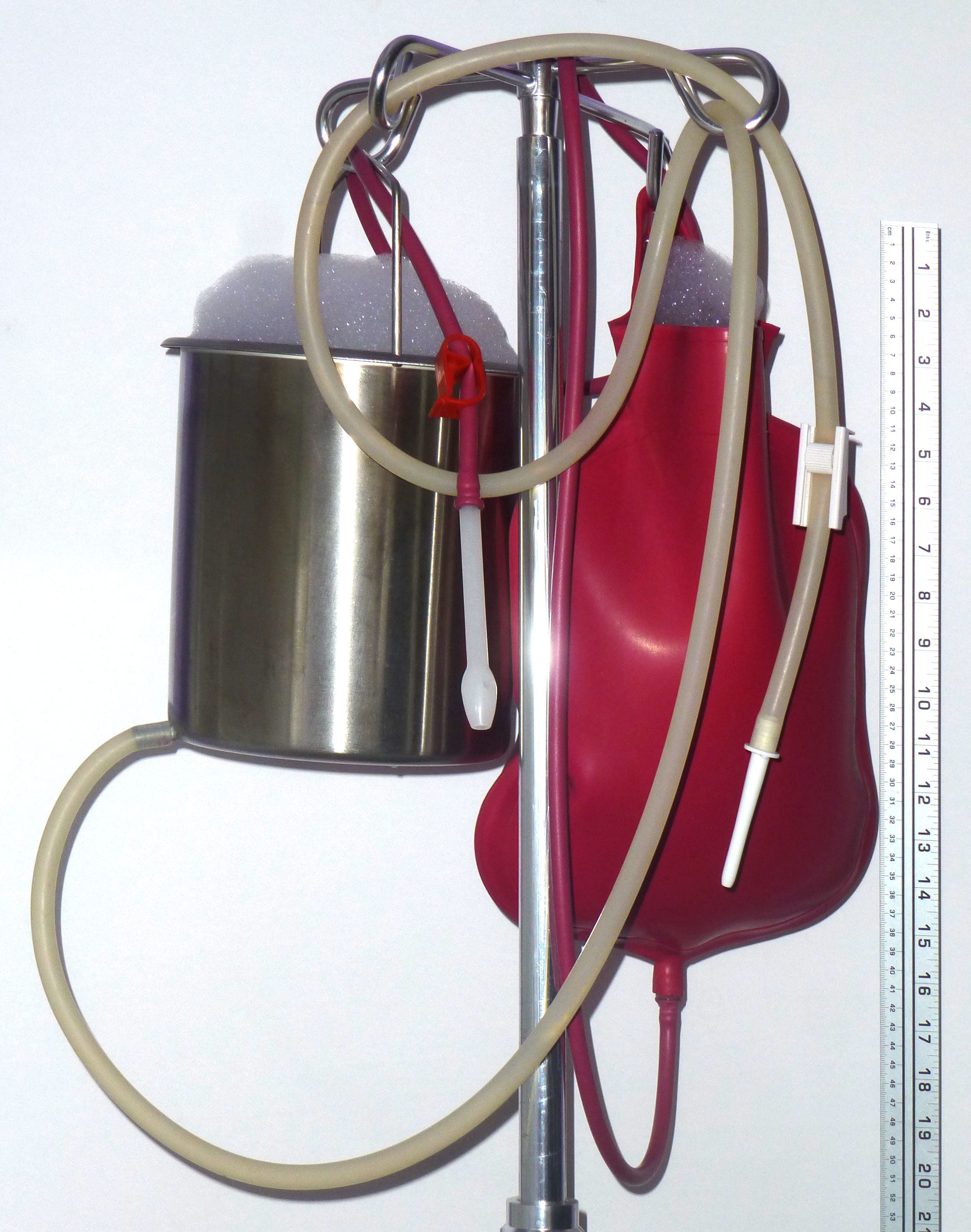
Equipo para administrar enemas. Los enemas y la irrigación del colon son comúnmente utilizados por los naturópatas para una amplia gama de afecciones médicas, para las cuales no tienen beneficios demostrados.

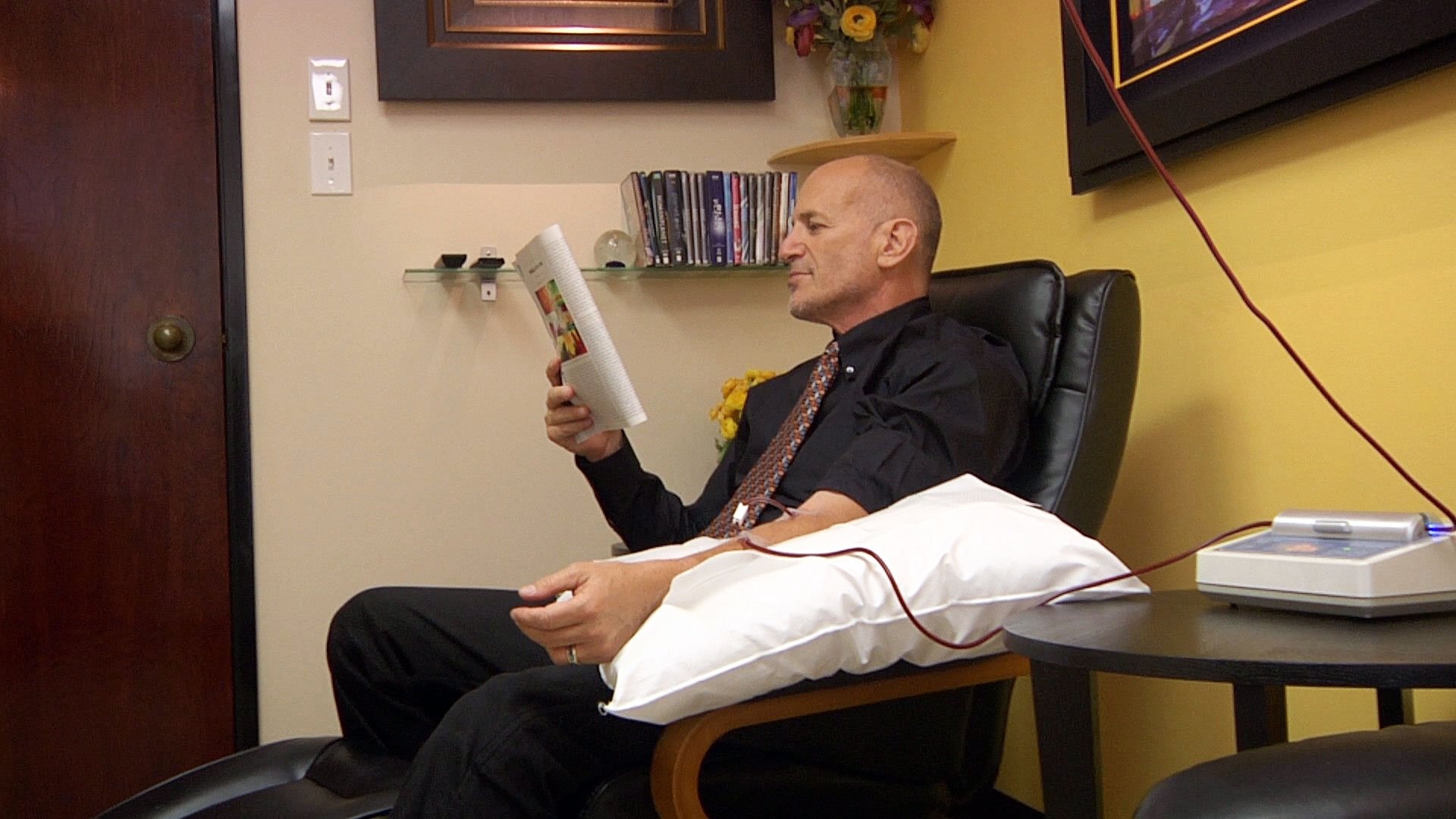
Persona tomando ozonoterapia con irradiación ultravioleta. Según la FDA, "el ozono es un gas tóxico sin ninguna aplicación médica útil conocida en terapia específica, complementaria o preventiva".

La naturopatía carece de una base científica adecuada y es rechazada por la comunidad médica. Algunos métodos se basan en "campos de energía vital" inmateriales, cuya existencia no ha sido probada, y existe la preocupación de que la naturopatía como campo tiende a aislarse del discurso científico general. La naturopatía es amplimanete criticada por su dependencia y su asociación con tratamientos médicos alternativos no comprobados, refutados o controvertidos, y por sus fundamentos vitalistas. Las sustancias naturales conocidas como nutracéuticos son poco prometedoras en el tratamiento de enfermedades, especialmente el cáncer, ya que los experimentos de laboratorio han demostrado un efecto terapéutico limitado en las rutas metabólicas, mientras que los ensayos clínicos demuestran además una escasa biodisponibilidad. Según la American Cancer Society, "la evidencia científica no respalda las afirmaciones de que la medicina naturista puede curar el cáncer o cualquier otra enfermedad". Según Britt Hermes, los programas de estudiantes de naturópatas son problemáticos porque “Como naturópata [estudiante], usted está haciendo justificaciones para establecer las reglas y eludir los estándares de cómo interpretar la investigación durante todo el camino. Porque si no lo haces, básicamente no te queda nada”. En 2015, el Departamento de Salud del Gobierno de Australia publicó los resultados de una revisión de terapias alternativas que buscaban determinar si alguna era adecuada para estar cubierta por el seguro de salud. La naturopatía fue una de las 17 terapias evaluadas para las cuales no se encontró evidencia de efectividad. Kimball C. Atwood IV, médico e investigador norteamericáno, escribió en el diario científico Medscape General Medicine: 

Los doctores naturópatas ahora dicen ser proveedores de atención médica primaria capacitados tanto en la práctica de la "medicina convencional" como de la "medicina natural". Sin embargo, su capacitación equivale apenas a una pequeña fracción de la de los médicos que proveen atención primaria. Una evaluación de su literatura, además, revela que esta se encuentra repleta de prácticas pseudocientíficas, faltas de ética, carentes de efectividad y potencialmente peligrosas.

En otro artículo, Atwood escribe que "los médicos que consideran a los naturópatas como sus colegas se encuentran en oposición a uno de los preceptos éticos fundamentales de la medicina moderna. Si los naturópatas no van a ser juzgados como "practicantes no científicos", el término no tiene un significado útil".
Britt Marie Hermes, doctora en medicina naturopática con licencia ahora retirada, afirma que "cualquier producto que venda un naturópata casi garantiza la ausencia de datos científicos confiables para respaldar las declaraciones de beneficios a la salud que haga, y que mientras algunos naturópatas afirman que solo practican medicina basada en la evidencia, "el problema es que todos los naturópatas de un curso naturopático acreditado tiene como requerimiento estudiar de forma extensiva homeopatía, medicina a base de hierbas, curación energética, técnicas quiroprácticas, terapia con agua" y otras prácticas pseudocientíficas.
Según Arnold S. Relman, el "Libro de texto de medicina natural" es inadecuado como herramienta de enseñanza, ya que omite mencionar o tratar en detalle muchas dolencias comunes, enfatiza incorrectamente los tratamientos "que probablemente no sean efectivos" sobre los que son, y promueve remedios herbales no comprobados a expensas de los productos farmacéuticos. Concluye que "los riesgos para muchos pacientes enfermos que buscan atención del médico naturópata promedio superarían con creces cualquier posible beneficio".
La Sociedad Médica de Massachusetts afirma que "las prácticas naturopáticas permanecen sin cambios a pesar de la investigación científica y siguen siendo una colección de afirmaciones erróneas y potencialmente peligrosas mezcladas con una pizca de consejos dietéticos y de estilo de vida no controvesiales".

### Vacunación

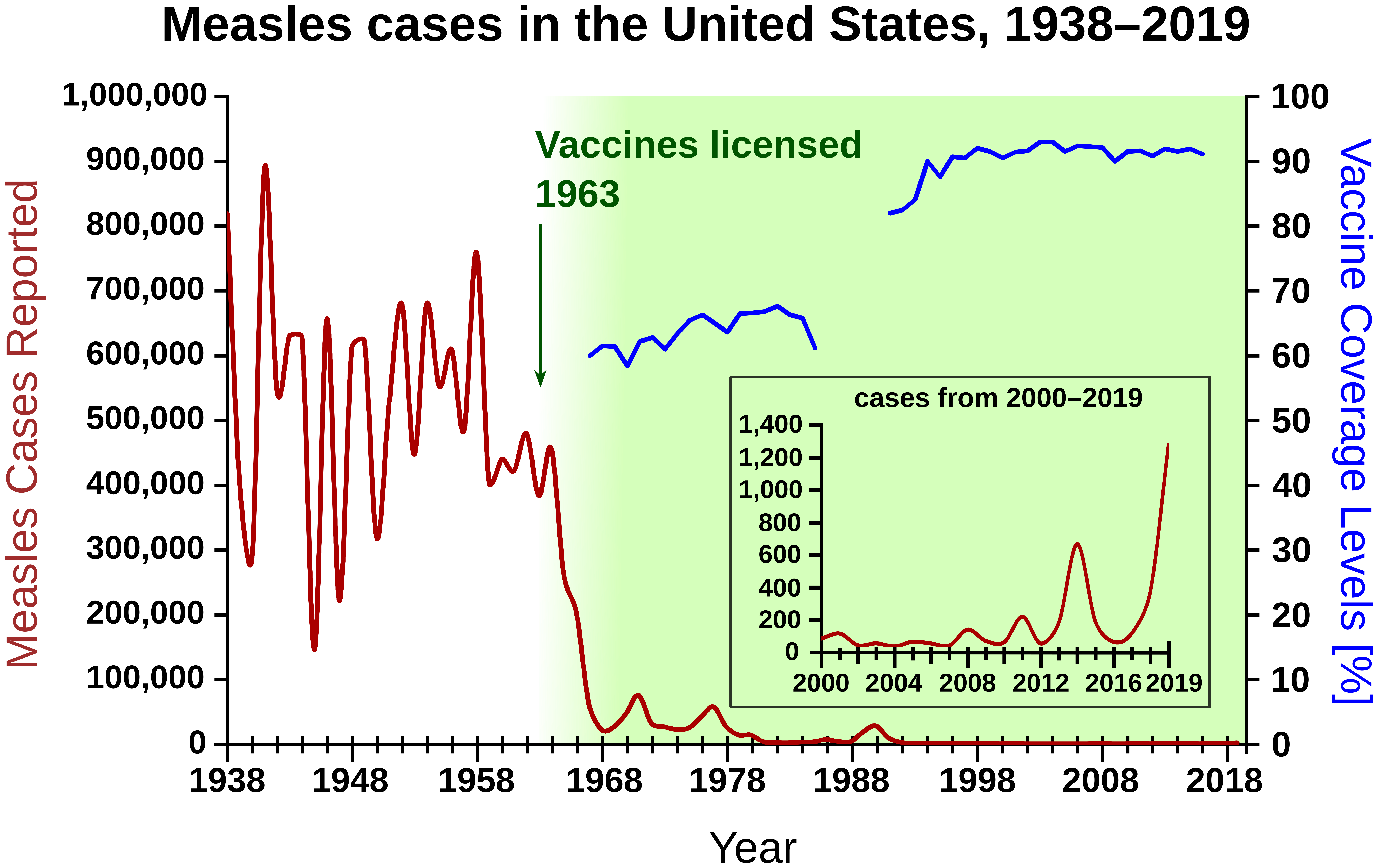
Los casos de sarampión reportados en los Estados Unidos disminuyeron dramáticamente después de la introducción de la vacuna contra el sarampión.

Los practicantes naturópatas expresan su oposición explícita a la vacunación. Las razones de esta oposición se basan, en parte, en los puntos de vista iniciales que formaron los cimientos de esta profesión. Un libro de texto de naturopatía, en coautoría de Joseph Pizzorno, recuerda las creencias antivacunas asociadas con la fundación de la naturopatía en los Estados Unidos: "un retorno a la naturaleza en la regulación de la dieta, la respiración, el ejercicio, el baño y el empleo de varias fuerzas" en lugar de la vacuna contra la viruela.
En general, la evidencia acerca de relación entre la naturopatía y la vacunación pediátrica es escasa, pero "los informes publicados sugieren que solo una minoría de los médicos naturopáticos apoyan activamente la vacunación completa". En el estado de Washington del 2000 al 2003, los niños tenían significativamente menos probabilidades de recibir vacunas si habían sido tratatos por un naturópata. Una encuesta de estudiantes naturópatas publicada en 2004 encontró que los estudiantes del Colegio Canadiense de Medicina Naturopática eran cada vez menos propensos a recomendar vacunas a sus pacientes y pasaron a desconfiar cada vez más de la salud pública y la medicina convencional a medida que avanzaban en el programa.
La Asociación Naturopática de Columbia Británica enumera varias preocupaciones importantes con respecto al calendario de vacunas pediátricas y las vacunas en general, y la política del grupo es no abogar a favor o en contra de las vacunas. La Asociación de Médicos Naturopáticos de Oregón informa que muchos naturópatas "personalizan" el calendario de vacunas pediátricas.
Hasta 2016, la Asociación Estadounidense de Médicos Naturopáticos, que es la organización profesional más grande para naturópatas con licencia en los Estados Unidos, "todavía está discutiendo su postura sobre las vacunas".

## Seguridad y riesgos para la salud
Los naturópatas a menudo recomiendan la exposición a sustancias naturales, como hierbas, ciertos alimentos o luz solar, así como actividades que describen como naturales, como el ejercicio, la meditación y la relajación. Los naturópatas afirman que estos tratamientos naturales ayudan a restaurar la capacidad innata del cuerpo para curarse a sí mismo sin los efectos adversos de la medicina convencional. Sin embargo, los métodos y productos químicos "naturales" no son necesariamente más seguros o efectivos que los "artificiales" o "sintéticos", y cualquier tratamiento capaz de provocar un efecto también puede tener efectos secundarios perjudiciales.
Muchos preparados naturales utilizados en la medicina natural contienen el mismo principio activo o fármaco que los usados en la medicina convencional.  No obstante, el contenido en principio activo de los productos a base de plantas medicinales «es necesariamente variable, debido a la variabilidad inherente en el crecimiento de las plantas, su recolección, procesamiento y demás manipulaciones». Pese a ello, con la dificultad e incertidumbre que este hecho implica en su correcta dosificación, «muchas personas  prefieren el uso de estos productos "naturales", en lugar de la especialidad farmacéutica con el principio activo».
Asimismo, se han notificado en los productos a base de plantas medicinales problemas de confusión entre unas plantas y otras, además de contaminación con pesticidas, metales pesados y medicamentos. Es necesario el mismo control médico estricto con las plantas medicinales que con los medicamentos de síntesis.
Ciertos tratamientos naturopáticos ofrecidos por los naturópatas, como la homeopatía, el rolfing y la iridología, son considerados pseudociencia o charlatanería. Stephen Barrett de QuackWatch y el Consejo nacional contra el fraude de salud estadounidense (National Council Against Health Fraud) ha declarado que la naturopatía es "simplista y que sus prácticas están plagadas de charlatanería". "Los profesionales de la salud no científicos, incluidos los naturópatas, utilizan métodos y engaños acientíficos en un público que, al carecer de un conocimiento profundo de la salud, debe confiar en la seguridad de los proveedores. La charlatanería no solo daña a las personas, sino que socava la capacidad de realizar investigaciones científicas y los científicos deberían oponerse a ella", dice William T. Jarvis.
En el caso australiano de 2018 contra Marlyin Bodnar, quien aconsejó a una madre que tratara el eczema de su hijo con una dieta de alimentos crudos que casi condujo a la muerte del niño por inanición, el juez Peter Berman dijo: "El consejo bien intencionado, pero seriamente equivocado es, como los hechos de este caso demuestran, capaz de causar grandes daños e incluso la muerte a niños vulnerables". Además, Britt Hermes critica la "cultura generalizada de culpar al paciente" entre los médicos naturópatas, donde "cuando algo no funciona para el paciente y el paciente no está experimentando todos los efectos positivos y cero efectos secundarios que se prometen con la terapia, nunca es porque la terapia no funciona, es porque el paciente no hizo algo bien".

## Regulación
La naturopatía se practica en muchos países y está sujeta a diferentes estándares de regulación y niveles de aceptación. El alcance de la práctica varía ampliamente entre jurisdicciones.
No existe una regulación global en ningún país occidental. En algunos países de la Unión Europea, estas técnicas son aplicadas principalmente por médicos, mientras que en otros, fundamentalmente los nórdicos, se permite hacerlo a no médicos. En Estados Unidos, solo se permite a médicos con autorización; no cumplir este requisito constituye un delito.
En general, se proporciona formación sobre terapias naturales en todos los países, pero su grado de oficialidad varía mucho: unos tienen especialidades para médicos o programas postgrado en la Universidad (Alemania, Italia) y en otros la formación se realiza en institutos privados o escuelas (Suecia, Canadá). En otros, como es el caso de España, no se ha desarrollado ninguna titulación de formación profesional ni cualificación profesional en la familia profesional de Sanidad, pese a lo cual universidades, centros privados, sociedades, etc., facilitan formación para profesionales sanitarios y no sanitarios.

### Australia
En 1977, un comité revisó todas las universidades de naturopatía en Australia y encontró que, aunque los planes de estudio de muchas universidades eran razonables en su cobertura de las ciencias biomédicas básicas en papel, la instrucción real tenía poca relación con el curso documentado. Las clases a las que asistió el comité variaron desde el dictado del material de los libros de texto hasta una exposición lenta, pero razonablemente metódica, de la terminología de las ciencias médicas, a un nivel de definiciones de diccionario, sin el beneficio de profundización o comprensión de los mecanismos tratados o el significado más amplio de los conceptos. El comité no vio ninguna enseñanza significativa de los diversos enfoques terapéuticos favorecidos por los naturópatas. Se entrevistó a personas que reportaron estar particularmente interesadas en la homeopatía, los remedios florales de Bach o las sales minerales, pero no se encontraron cursos sistemáticos sobre la elección y el uso de estas terapias en las distintas universidades. El comité se quedó con la impresión de que la elección del régimen terapéutico estaba basado en el capricho general del naturópata y, dado que las aplicaciones sugeridas en los diversos libros de texto y dispensaciones se superponían en gran medida, no había ni se podían enseñar indicaciones específicas.
La posición de la Asociación Médica Australiana (AMA) es que "los aspectos de la medicina complementaria basados en la evidencia pueden ser parte de la atención al paciente por parte de un médico", pero les preocupa que haya "evidencia de eficacia limitada con respecto a la mayor parte de la medicina complementaria. Las medicinas y terapias complementarias no comprobadas pueden suponer un riesgo para la salud del paciente, ya sea directamente por mal uso o indirectamente si un paciente excluye buscar consejo médico". La posición de la AMA sobre la regulación es que "debe haber una regulación adecuada de los profesionales de la medicina complementaria y sus actividades".
En 2015, el gobierno australiano no encontró evidencia de efectividad para la naturopatía. En consecuencia, en 2017, el gobierno australiano calificó a la Naturopatía como una práctica que no calificaría para el subsidio del seguro médico y dijo que este paso "garantizaría que los fondos de los contribuyentes se gasten de manera adecuada y no se dirijan a terapias que carecen de evidencia".

### India
En India, la naturopatía es supervisada por el Ministerio de Ayurveda, Yoga y Naturopatía, Unani, Siddha y Homeopatía (Ministerio de Ayush). Existe un título de 5½ años de duración de "Licenciatura en Naturopatía y Ciencias del Yoga" (BNYS) que era ofrecido por doce colegios en la India hasta agosto de 2010. El Instituto Nacional de Naturopatía en Pune, que opera bajo AYUSH, que se estableció el 22 de diciembre de 1986 y fomenta las instalaciones para la estandarización y propagación del conocimiento existente y su aplicación a través de la investigación en naturopatía en toda la India.

### Norteamérica
En cinco provincias canadienses, diecisiete estados de EE. UU y en el Distrito de Columbia, los médicos naturópatas que están capacitados en una escuela acreditada de medicina naturopática en América del Norte tienen derecho a utilizar la designación ND o NMD. En el resto de los territorios, las designaciones "naturópata", "médico naturópata" y "doctor en medicina naturopática" generalmente no están controladas o está prohibido su uso.
En América del Norte, cada jurisdicción que regula la naturopatía define localmente un ámbito de práctica para los médicos naturopáticos, y este puede variar considerablemente. Algunas regiones permiten cirugía menor, acceso a medicamentos recetados, manipulaciones de la columna vertebral, partería (parto natural) y ginecología. Otras regiones los excluyen estas prácticas del alcance de la naturopatía o prohíben por completo la práctica de la misma en cualquiera de sus formas.

#### Canadá
Cinco provincias canadienses otorgan licencias a los médicos naturopáticos: Ontario, Columbia Británica, Manitoba, Saskatchewan y Alberta. Columbia Británica tiene el alcance de práctica más amplio en Canadá, lo que permite a los ND certificados recetar productos farmacéuticos y realizar cirugías menores.

#### Estados Unidos
La práctica de la naturopatía es ilegal en dos estados de EE. UU. mientras que la misma es permitida en otros con distintos alcances:
- Las jurisdicciones de los EE. UU. Que actualmente regulan o autorizan la naturopatía incluyen Alaska, Arizona, California, Connecticut, Colorado, Distrito de Columbia, Hawái, Kansas, Maine, Maryland, Minnesota, Montana, Nueva Hampshire, Dakota del Norte, Oregón, Puerto Rico,[119] Islas Vírgenes, Utah, Vermont y Washington.[120] Además, Florida y Virginia licencian la práctica de la naturopatía bajo una cláusula de herencia.[112]
  - Jurisdicciones de EE. UU. Que permiten el acceso a medicamentos recetados por parte de los naturópatas: Arizona, California, Distrito de Columbia, Hawái, Kansas, Maine, Montana, Nueva Hampshire, Oregón, Utah, Vermont y Washington.
  - Jurisdicciones estadounidenses que permiten realizar cirugía menor a los naturópatas: Arizona, Distrito de Columbia, Kansas, Maine, Montana, Oregón, Utah, Vermont y Washington.
- Estados que prohíben específicamente la práctica de la naturopatía: Carolina del Sur[117][112] y Tennessee.[118][112]

### Suiza
La Constitución Federal Suiza define a la Confederación Suiza y los Cantones de Suiza dentro del alcance de sus poderes para supervisar la medicina complementaria. En particular, las autoridades federales deben establecer diplomas para la práctica de la medicina no científica. El primero de estos diplomas fue validado en abril de 2015 para la práctica de la naturopatía. Los cantones de Suiza establecen sus propias regulaciones de salud pública. Aunque la ley en ciertos cantones es típicamente monopólica, las autoridades son relativamente tolerantes con respecto a los practicantes alternativos.

### Reino Unido
La naturopatía no está regulada en el Reino Unido. En 2012, las universidades financiadas con fondos públicos en el Reino Unido abandonaron sus programas de medicina alternativa, incluida la naturopatía.

## Practicantes
Los médicos naturópatas generalmente se pueden clasificar en tres grupos:
1. Aquellos con una licencia emitida por el gobierno.
2. Aquellos que practican fuera de un estatus oficial (naturópatas tradicionales).
3. Aquellos que son principalmente otro tipo de profesional de la salud, pero también practican la naturopatía.

En Suiza, estas divisiones se ubican entre aquellos con un diploma federal, aquellos reconocidos por los seguros de salud y aquellos sin diploma federal ni reconocimiento por parte de los seguros de salud. Los naturópatas con diploma federal se pueden dividir en cuatro categorías: medicina tradicional europea, medicina tradicional china, medicina ayurvédica y homeopatía. El número de naturópatas incluidos (incluidos los curanderos tradicionales) en Suiza aumentó de 223 en 1970 a 1835 en 2000.

### Naturópatas con licencia
Los naturópatas con licencia pueden denominarse "doctores naturopáticos" o "médicos naturópatas" en 17 estados de EE. UU. y en 5 provincias canadienses. Los naturópatas con licencia se presentan como proveedores de atención médica primaria. Los naturópatas con licencia no reciben capacitación comparable a los médicos en términos de calidad de la educación o cantidad de horas. En Columbia Británica, los naturópatas con licencia pueden referirse a sí mismos simplemente como simplemente "médico" o "doctor".

#### Educación
Los naturópatas con licencia deben aprobar los exámenes de licencia de médicos naturopáticos (NPLEX) administrados por la Junta Norteamericana de Examinadores Naturopáticos (NABNE) después de graduarse de un programa acreditado por el Consejo de Educación Médica Naturopática (CNME). La capacitación en programas acreditados por el CNME incluye procedimientos y diagnósticos médicos básicos, como exámenes físicos rudimentarios y análisis de sangre comunes, además de modalidades pseudocientíficas, como homeopatía, acupuntura y modalidades de medicina energética. Estos programas acreditados han sido criticados por tergiversar su rigor médico y enseñar temas que son antitéticos según la mejor comprensión actual de la ciencia y la medicina. El CNME como autoridad de acreditación ha sido caracterizado como poco confiable y con conflictos de intereses.
El examen de licencia naturopático ha sido calificado como "un misterio" por aquellos que están fuera de la profesión naturopática y es criticado por aprobar los remedios homeopáticos, incluido su uso para tratar emergencias pediátricas.
Los doctores naturópatas no son elegibles para hacer residencias médicas, las cuales están disponibles exclusivamente para médicos y doctores de medicina osteopática. Sin embargo, hay puestos limitados de "residencia" de posgrado disponibles para médicos naturopáticos ofrecidos a través de escuelas naturopáticas y clínicas naturopáticas aprobadas por el CNME. La mayoría de los médicos naturópatas no completan dicha "residencia", y los médicos naturópatas no tienen la obligación de hacerlo para obtener la licencia, excepto en el estado de Utah.

#### Actividad política
Los naturópatas afiliados a las escuelas acreditadas por CNME presionan a los gobiernos estatales, provinciales y federales para obtener licencias médicas y participar en programas de salud social. La Asociación Estadounidense de Médicos Naturopáticos representa a los naturópatas con licencia en los Estados Unidos mientras que la Asociación Canadiense de Médicos Naturopáticos representa a los naturópatas con licencia en Canadá.
Se ha mostrado que los esfuerzos naturopáticos de cabildeo son financiados por los fabricantes de vitaminas y suplementos y se centran en retratar la educación naturopática como comparable a la educación médica recibida por los médicos y en aparentar que esta altos estándares profesionales. Las sociedades médicas y los grupos de defensa disputan estas afirmaciones citando evidencia de naturópatas con licencia que utilizan métodos pseudocientíficos sin una base sólida de evidencia y que carecen de la capacitación clínica adecuada para diagnosticar y tratar enfermedades de manera competente de acuerdo con los estándares de atención médica. Jann Bellamy ha caracterizado el proceso mediante el cual los naturópatas y otros practicantes de pseudociencia convencen a los legisladores para que les otorguen licencias médicas como "alquimia legislativa".
Desde 2005, la Sociedad Médica de Massachusetts se ha opuesto a la licencia de los maturópatas basada en la preocupación de que los ND (Naturopatic Doctor) no están obligados a participar en la residencia y en que las "prácticas" de los naturópatas incluyen muchas "afirmaciones erróneas y potencialmente peligrosas". La Comisión Especial de Massachusetts sobre Practicantes Médicos Complementarios y Alternativos rechazó sus preocupaciones y recomendó que se otorgara la licencia. La Sociedad Médica de Massachusetts declaró: La escuela de medicina naturopática no es una escuela de medicina en nada más que la apropiación de la palabra "medicina". La naturopatía no es una rama de la medicina. Es un montón de consejos nutricionales, remedios caseros y tratamientos desacreditados... Las universidades naturopáticas reclaman acreditación, pero siguen un método verdaderamente "alternativo" de acreditación que es virtualmente un sinsentido. No están acreditados por los mismos organismos que acreditan escuelas de medicina reales y, aunque algunos cursos tienen títulos similares a los planes de estudio de las escuelas de medicina legítimas, el contenido es completamente diferente.
En 2015, Britt Marie Hermes, una ex doctora en medicina naturopática  quien se graduó de la Universidad de Bastyr y ejerció como ND con licencia en Washington y Arizona, comenzó a hablar públicamente en contra de la medicina naturopática. Además de oponerse a que se le otorgue licencia en nuevas jurisdicciones, ella cree que no se debe permitir que los ND usen los títulos de "doctor " o "médico" y que se deberían tener prohibido dar tratamiento a niños. Ella afirma: Los naturópatas presionan agresivamente a favor de leyes que les otorguen licencias médicas. Yo caracterizaría este esfuerzo político como una redefinición pervertida de las palabras "médico", "doctor", "escuela de medicina" y "residencia" con el fin de enmascarar lo inadecuado de la capacitación proporcionada en los programas de naturopatía. Los estudiantes de ND no se dan cuenta de que están tomando atajos educativos y, por lo tanto, no poseen ninguna competencia demostrable de la que se encuentra en la medicina moderna.

### Naturópatas tradicionales
Los naturópatas tradicionales están representados en los Estados Unidos por la American Naturopathic Association (ANA), que representa a unos 1800 profesionales y la American Naturopathic Medical Association (ANMA).
El nivel de entrenamiento naturopático varía entre los naturópatas tradicionales en los Estados Unidos. Los naturópatas tradicionales pueden completar programas de certificación sin título o programas de licenciatura y generalmente se refieren a sí mismos como Consultores Naturopáticos. Estos programas a menudo ofrecen títulos no acreditados en línea, pero no ofrecen educación biomédica integral o capacitación clínica.
Los practicantes de naturopatía tradicional encuestados en Australia perciben a la medicina basada en evidencia como un ataque ideológico a sus creencias en principios vitalistas y holísticos.
Naturópatas graduados de programas acreditados argumentaron en 2002 que su capacitación utilizaba principios científicos basados en evidencia a diferencia de los programas naturopáticos tradicionales, pero esta afirmación sigue siendo imprecisa.